# Виноградець Дмитро Миколайович
Дмитро Виноградець (нар. 25 травня 1985) — український плавець, Майстер спорту України міжнародного класу. Дворазовий паралімпійський чемпіон 2008 року, 8-разовий призер Літніх Паралімпійських ігор.
Займається у секції плавання Полтавського обласного центру «Інваспорт».
Користується інвалідним візком.

## Державні нагороди
- Орден «За заслуги» I ст. (4 жовтня 2016) — За досягнення високих спортивних результатів на XV літніх Паралімпійських іграх 2016 року в місті Ріо-де-Жанейро (Федеративна Республіка Бразилія), виявлені мужність, самовідданість та волю до перемоги, утвердження міжнародного авторитету України[2]
- Орден «За заслуги» II ст. (17 вересня 2012) — за досягнення високих спортивних результатів на XIV літніх Паралімпійських іграх у Лондоні, виявлені мужність, самовідданість та волю до перемоги, піднесення міжнародного авторитету України[3]
- Орден «За заслуги» III ст. (7 жовтня 2008) — за досягнення високих спортивних результатів на XIII літніх Паралімпійських іграх в Пекіні (Китайська Народна Республіка), виявлені мужність, самовідданість та волю до перемоги, піднесення міжнародного авторитету України[4]